# Scyrotis trivialis
Scyrotis trivialis là một loài bướm đêm thuộc họ Cecidosidae. Loài này có ở Nam Phi.